# کاری تایلندی
کاری تایلندی، نوعی غذا در آشپزی تایلندی است که از خمیر کاری، شیر نارگیل یا آب، گوشت، غذاهای دریایی، سبزیجات یا میوه‌ها و گیاهان معطر تهیه می‌شود. خورش کاری تایلندی با نوع کاری شبه قاره هند متفاوت است، زیرا به جای ادویه ماسالا، از موادی مانند گیاهان و برگ‌های معطر آن‌ها استفاده می‌شود.

## تعریف

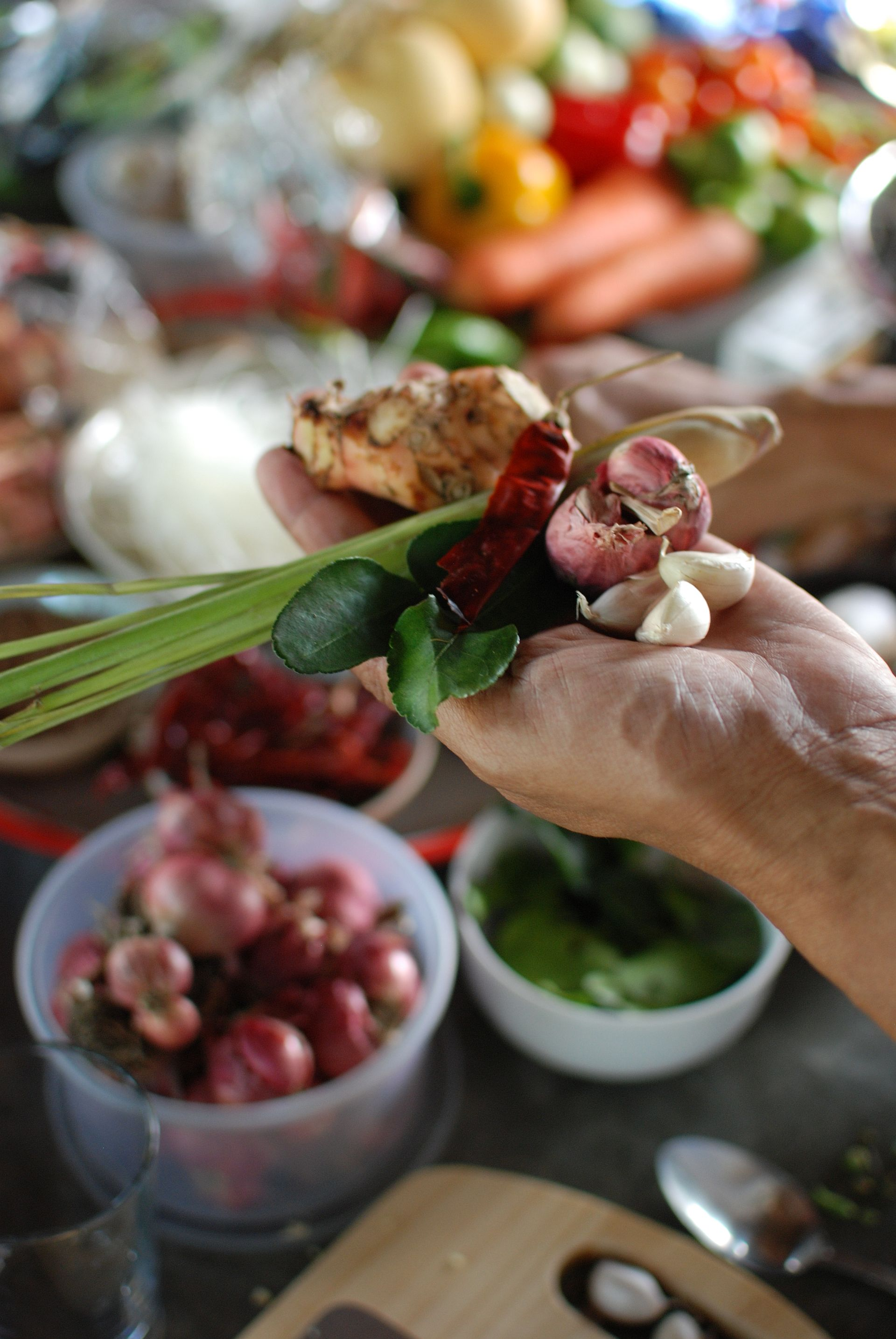
برخی از مواد تازه برای تهیه خمیر کاری قرمز

اولین فرهنگ لغت تایلندی مربوط به سال ۱۸۷۳ میلادی خورش کاری را به عنوان یک غذای آبکی که با برنج خورده می‌شود و از سس میگو، پیاز یا موسیر، فلفل چیلی و سیر تشکیل شده، یاد می‌کند. شیر نارگیل در این تعریف لحاظ نشده است. در غذاهای لان نا (شمال تایلند)، به جز چند مورد استثنا، از شیر نارگیل برای تهیهٔ کاری استفاده نمی‌شود، زیرا نخل نارگیل در آب و هوای ارتفاعات تایلند به خوبی رشد نمی‌کند، یا اصلاً رشد نمی‌کند. تندی کاری‌های تایلندی به مقدار و نوع فلفل چیلی مورد استفاده در تهیهٔ خمیر بستگی دارد. حتی در یک نوع کاری، تندی می‌تواند بسیار متفاوت باشد.
کلمه «کاری» در زبان تایلندی به غذاهایی اشاره دارد که در آنها از پودر کاری هندی استفاده می‌شود. ادویه کاری در تایلند به نام فونگ کاری شناخته می‌شود. کونگ فات فونگ کاری (میگو سرخ شده با تخم مرغ و پودر کاری) نمونه‌ای از غذاهایی است که با پودر کاری به سبک آشپزی هندی تهیه می‌شوند.
اگرچه کاری تایلندی به عنوان ماده‌ای «آبکی» نیز تعریف می‌شود، اما غلظت سس می‌تواند به‌طور قابل توجهی از آبگوشت تا آب‌پز غلیظ متفاوت باشد و حتی می‌تواند یک غذای کاملاً خشک باشد.
کاری تایلندی را به صورت ترکیبی با برنج، برنج یاس دانه بلند در تایلند مرکزی و تایلند جنوبی و برنج چسبناک در ناحیه تایلند شمالی و شمال شرقی تایلند، و با رشته برنج تخمیر شده می‌خورند.
خائو کائنگ، به معنی «کاری روی برنج»، نوعی رستوران فست فود سنتی در تایلند است که در تهیه کاری‌های آماده و اغلب چندین غذای دیگر که با برنج سرو می‌شوند، تخصص دارد. محبوبیت آنها در بانکوک به عنوان مکانی برای صرف ناهار سریع رو به کاهش است.

## مواد تشکیل دهنده

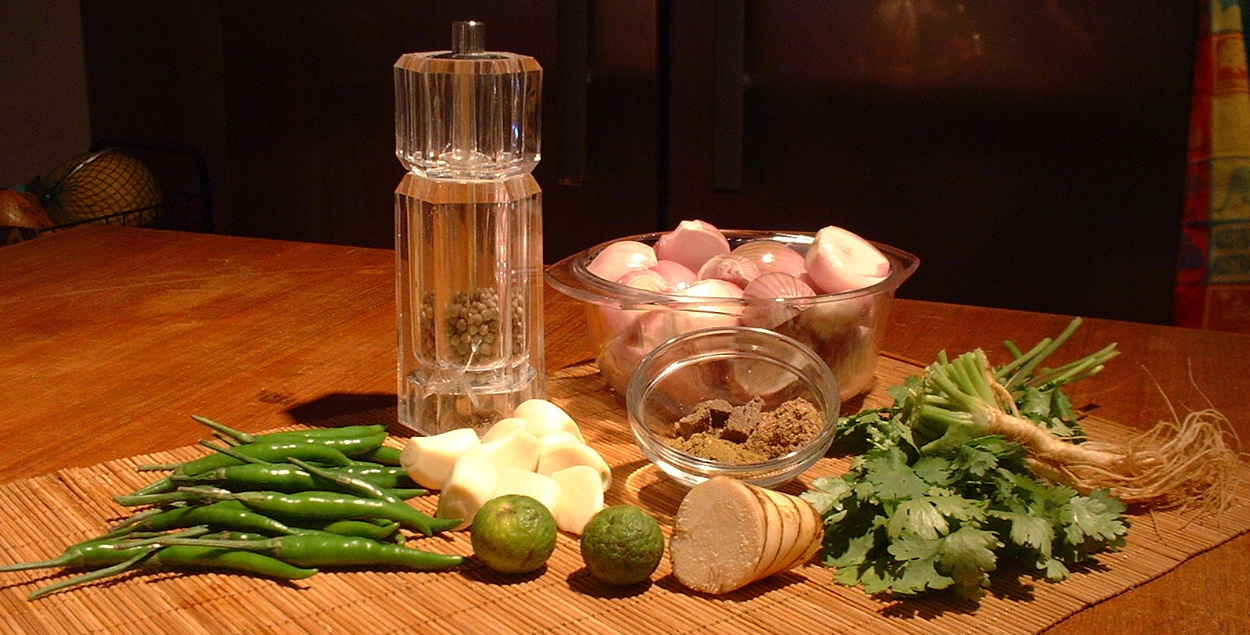
مواد لازم برای کاری سبز

### خمیر کاری

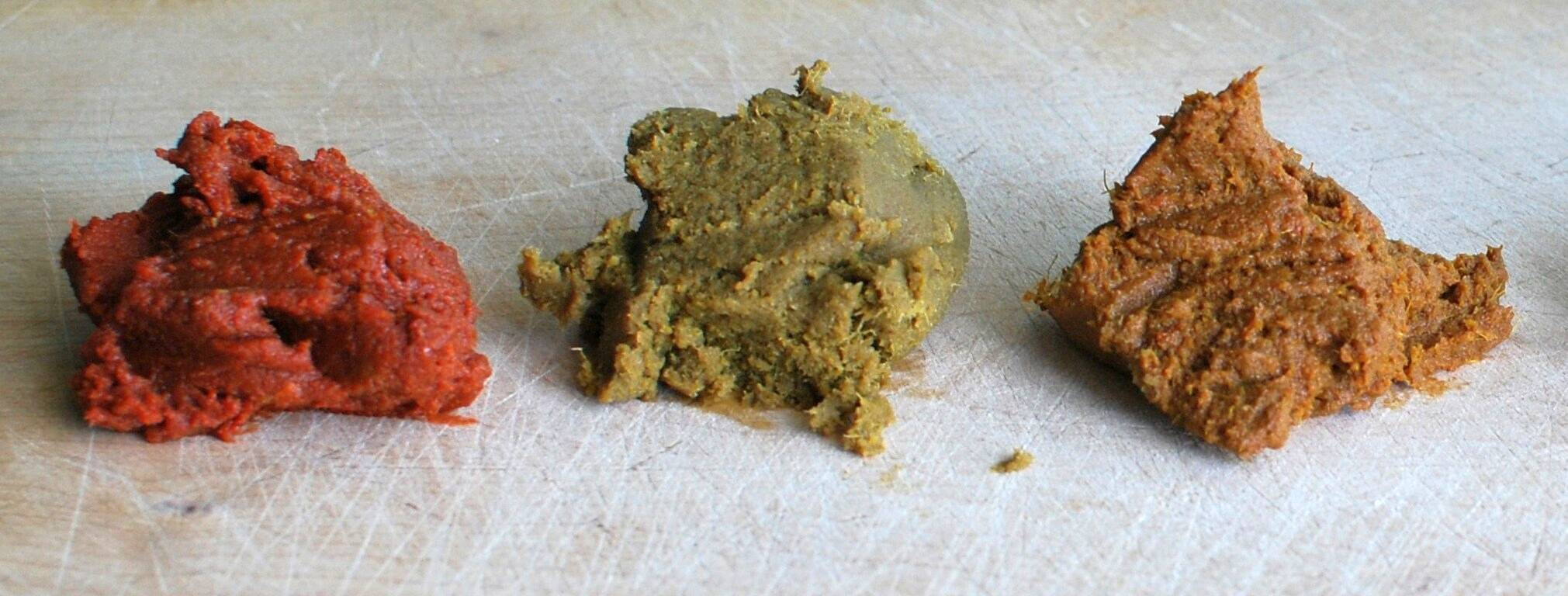
خمیر کاری تایلندی قرمز، سبز و زرد

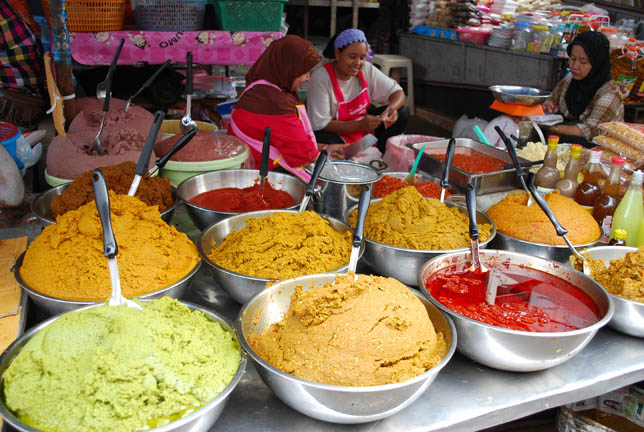
انواع مختلف خمیر کاری تایلندی برای فروش در بازاری در هات یای، در جنوب تایلند

کاری‌های تایلندی همیشه با خمیر کاری درست می‌شوند. مواد تشکیل دهنده رایج مورد استفاده در بسیاری از خمیرهای کاری تایلندی عبارتند از:
- خمیر میگو
- فلفل چیلی؛ بسته به نوع کاری، می‌تواند خشک یا تازه، قرمز یا سبز باشد
- پیاز یا موسیر
- سیر
- علف لیمو
- خسرودار
- ریشه گشنیز (cilantro)

بسته به نوع کاری، مواد اضافی برای درست کردن خمیر می‌تواند شامل ادویه‌هایی مانند زردچوبه، فلفل، دانه گشنیز، غلاف هل و زیره یا مواد دیگری مانند ماهی تخمیر شده آب‌پز، و زنجبیل چینی باشد.
مواد اولیه به‌طور سنتی با هاون و دسته هاون با هم آسیاب می‌شوند، هرچند که امروزه این کار با غذاساز برقی انجام می‌شود. در بسیاری از غذاهای کاری، خمیر ابتدا در روغن سرخ می‌شود و سپس سایر مواد به غذا اضافه می‌گردد. این امر باعث می‌شود طعم‌های خاصی در ادویه‌ها و سایر مواد موجود در خمیر ایجاد شود که در دمای پایین‌تر آب جوش نمی‌توانند آزاد شوند.
خمیر کاری تایلندی را می‌توان در خانه و با مواد اولیه ساده درست کرد، یا به صورت تازه از بازارهای تایلند خریداری کرد، یا می‌توان آنها را به صورت بسته‌بندی شده از مغازه‌ها و سوپرمارکت‌ها تهیه کرد.

## نگارخانه

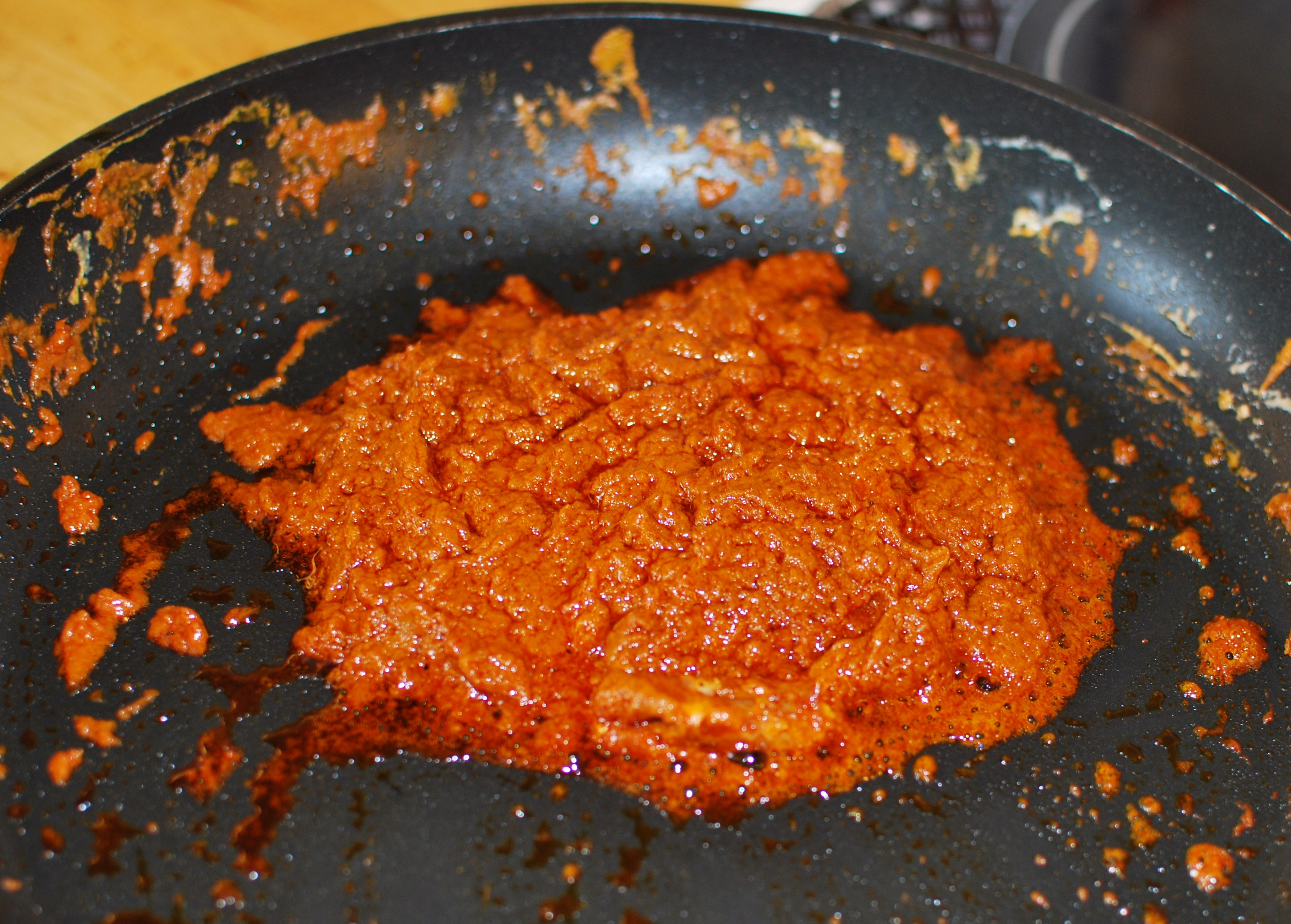
خمیر فانائنگ به همراه شیر نارگیل سرخ می‌شود
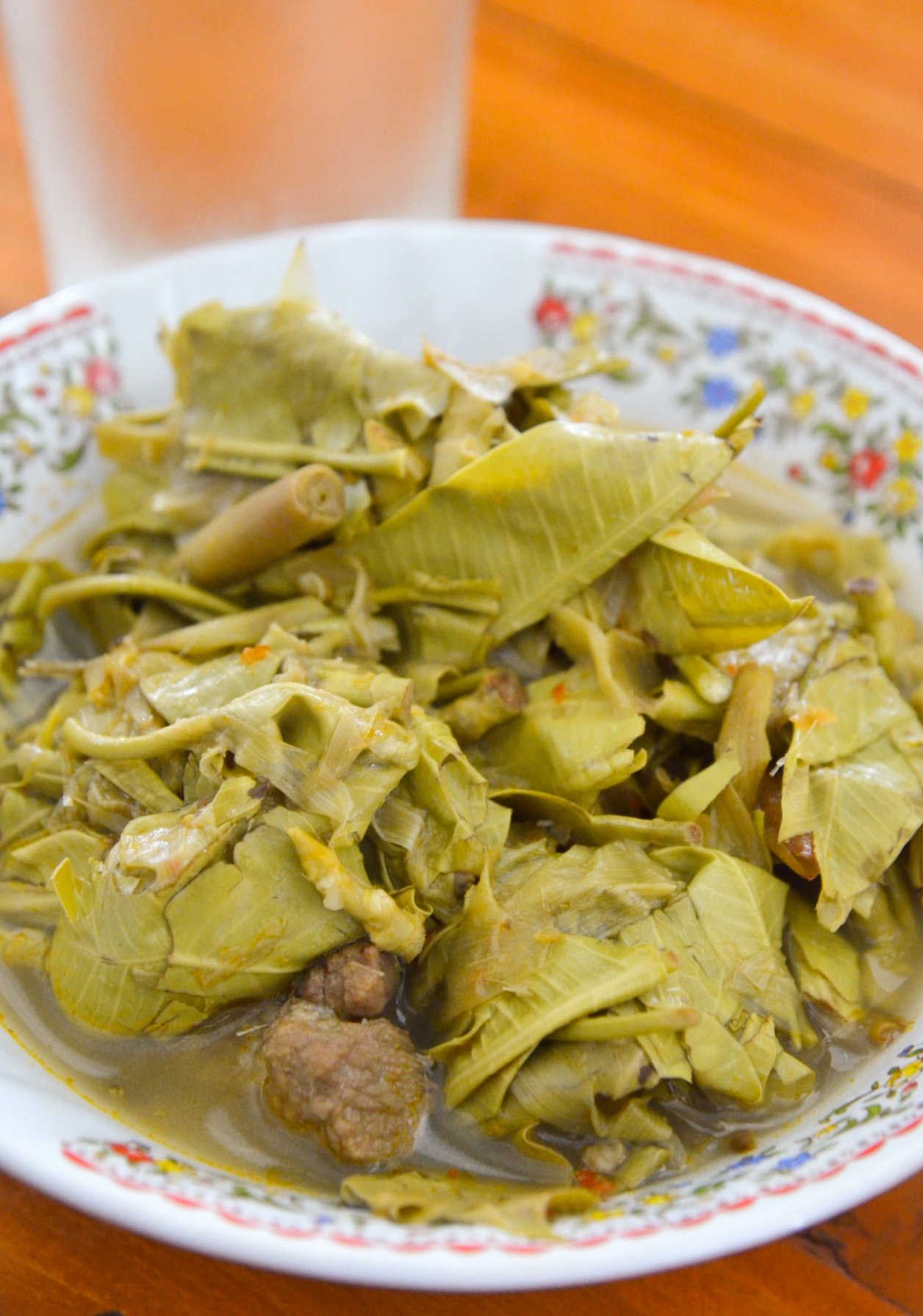
کائنگ پاک لوئیت ، یک کاری تایلندی شمالی
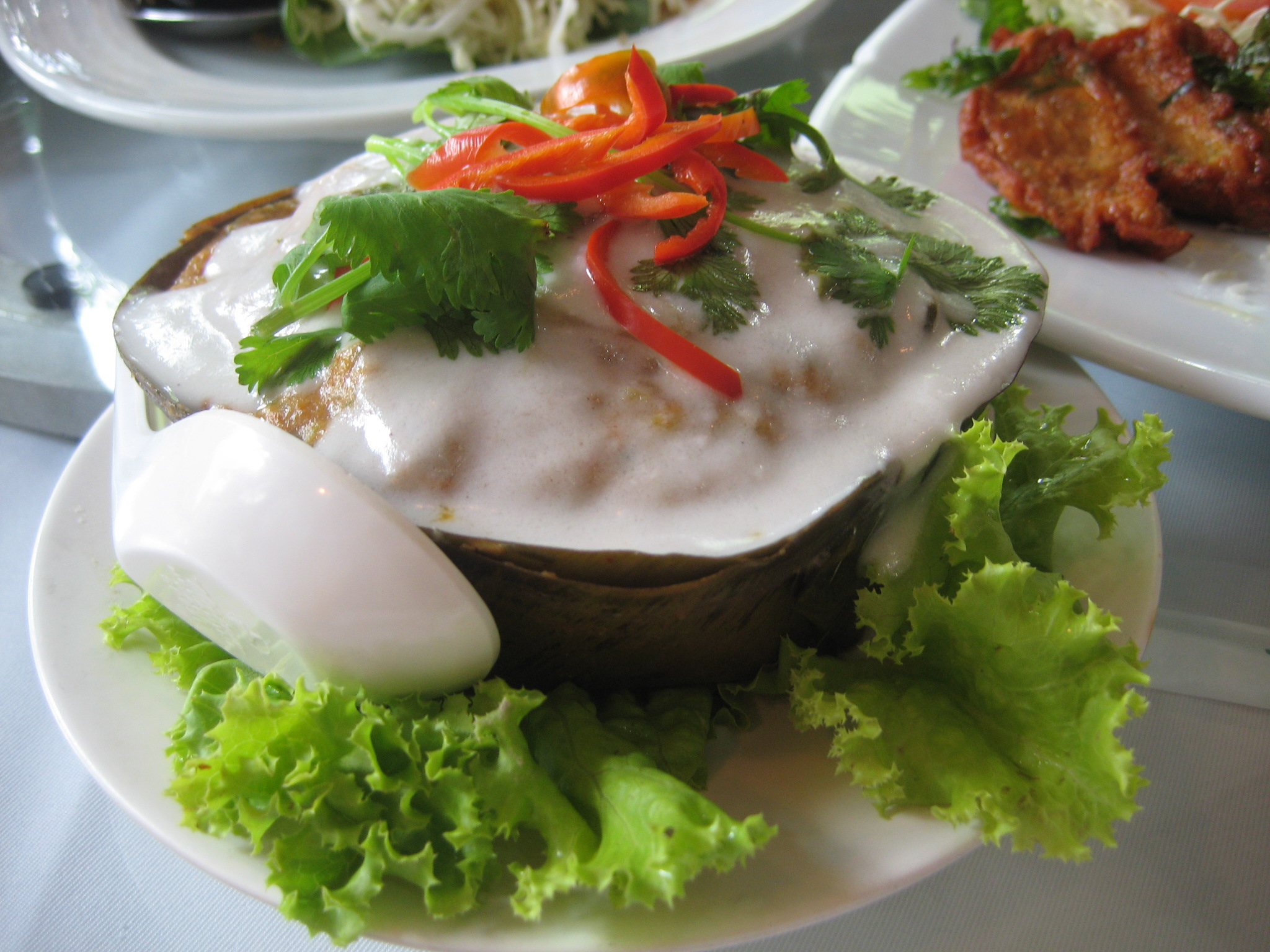
هو موک پلا ، کاری ماهی بخارپز
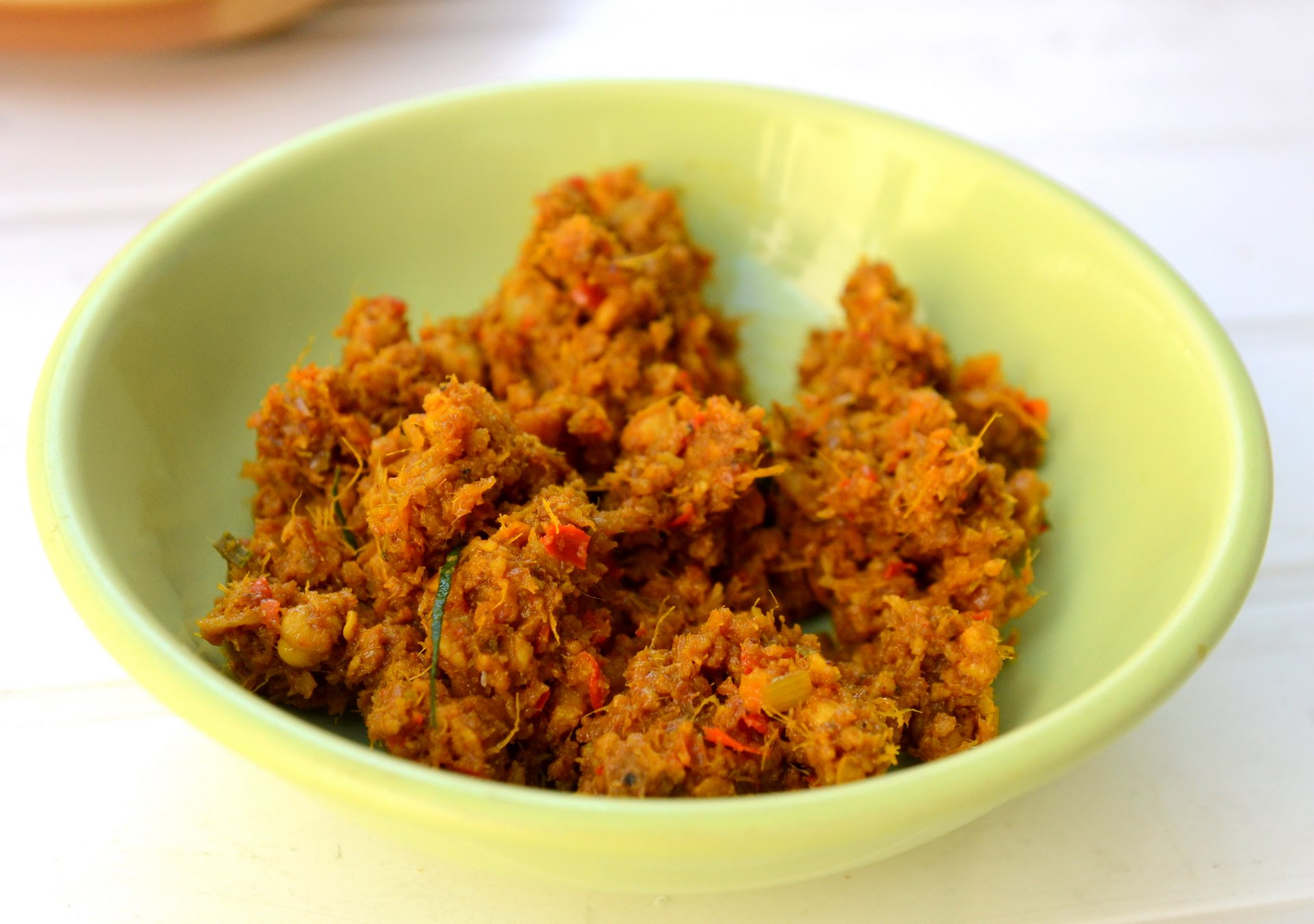
خوآ کلینگ ، یک کاری سرخ‌شدهٔ خشک و بسیار تند از جنوب تایلند
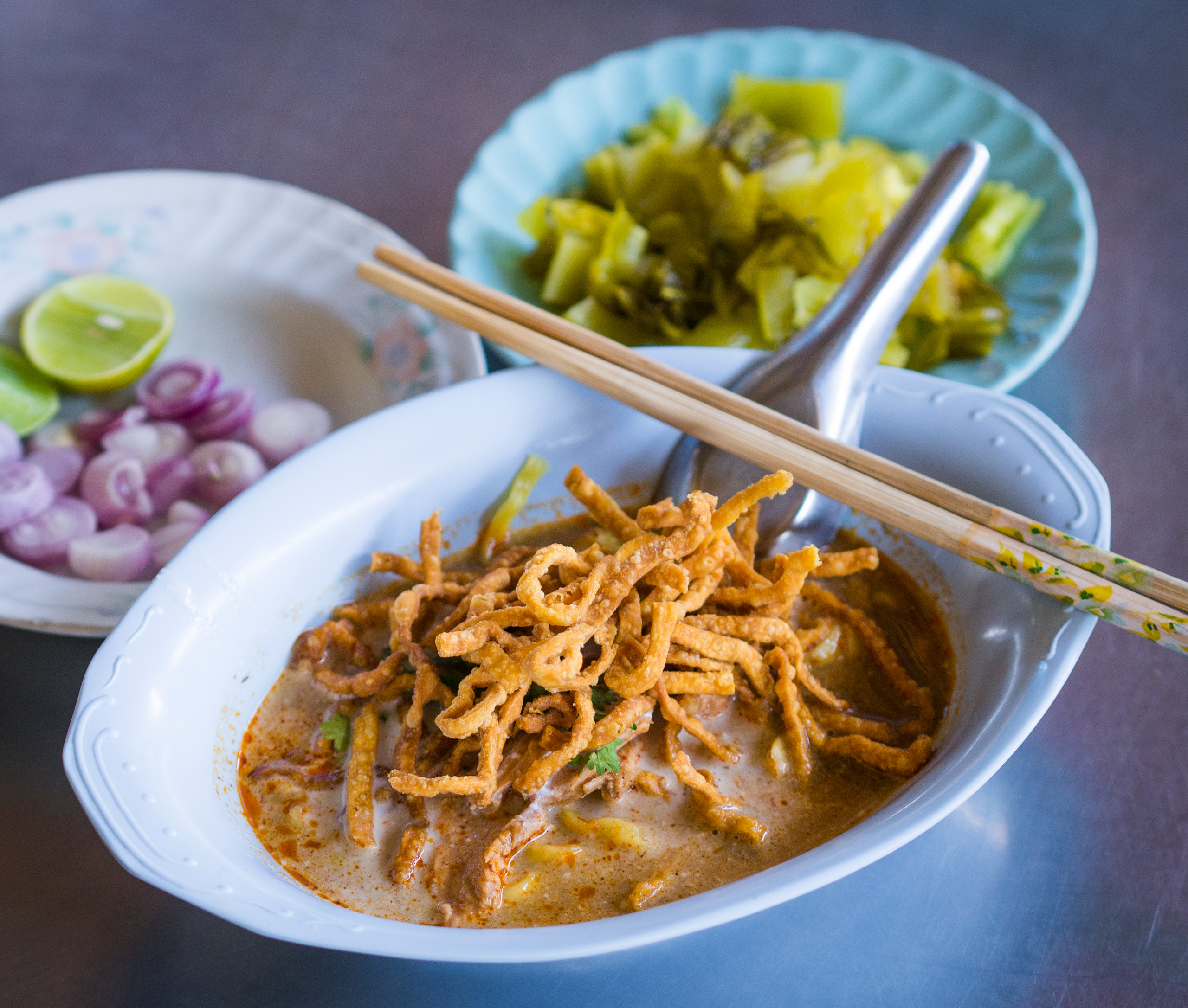
خائو سوی ، سوپ رشته فرنگی کاری از شمال تایلند
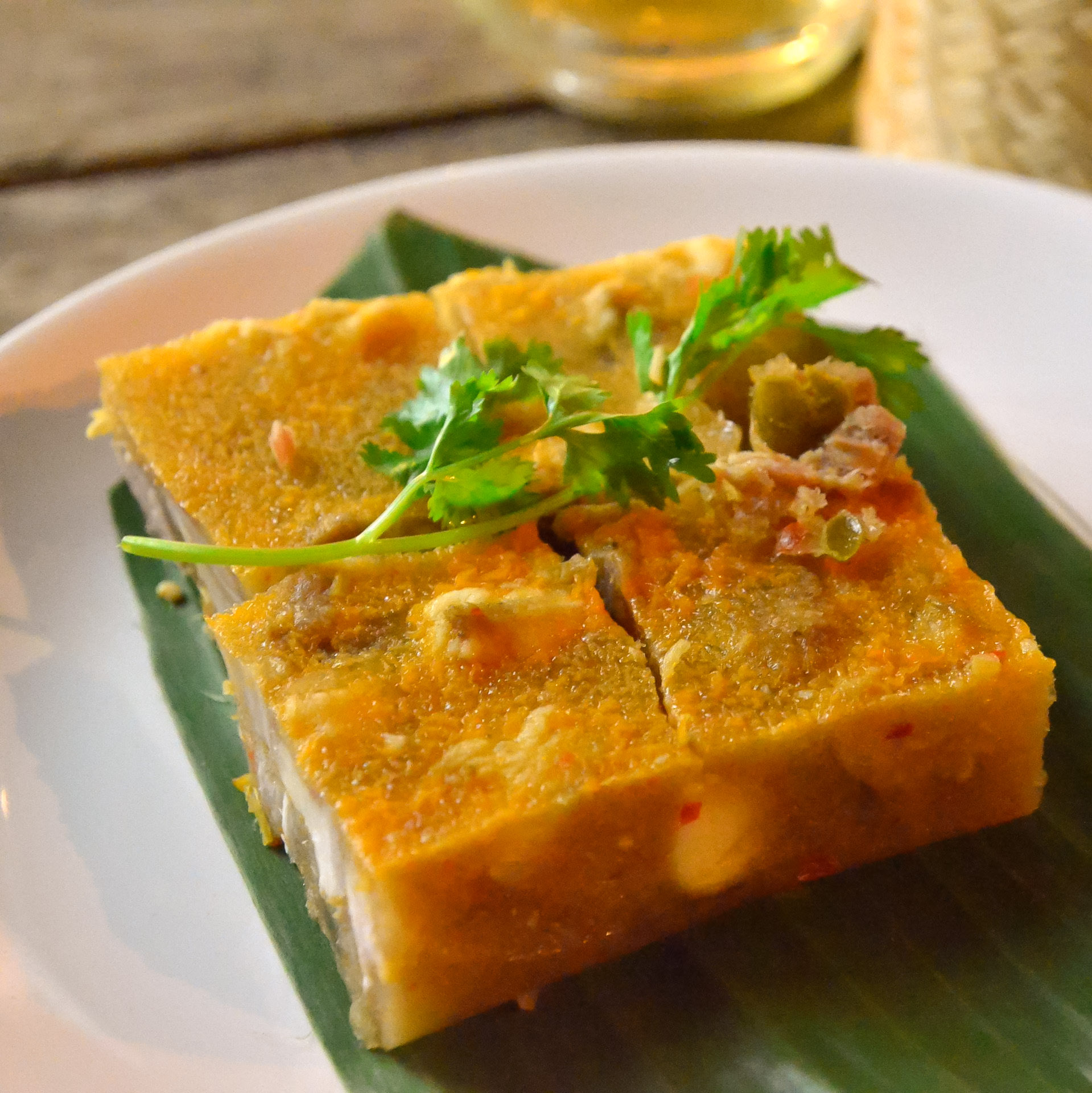
کائنگ کرادانگ ، یک آسپیک کاری گوشت خوک
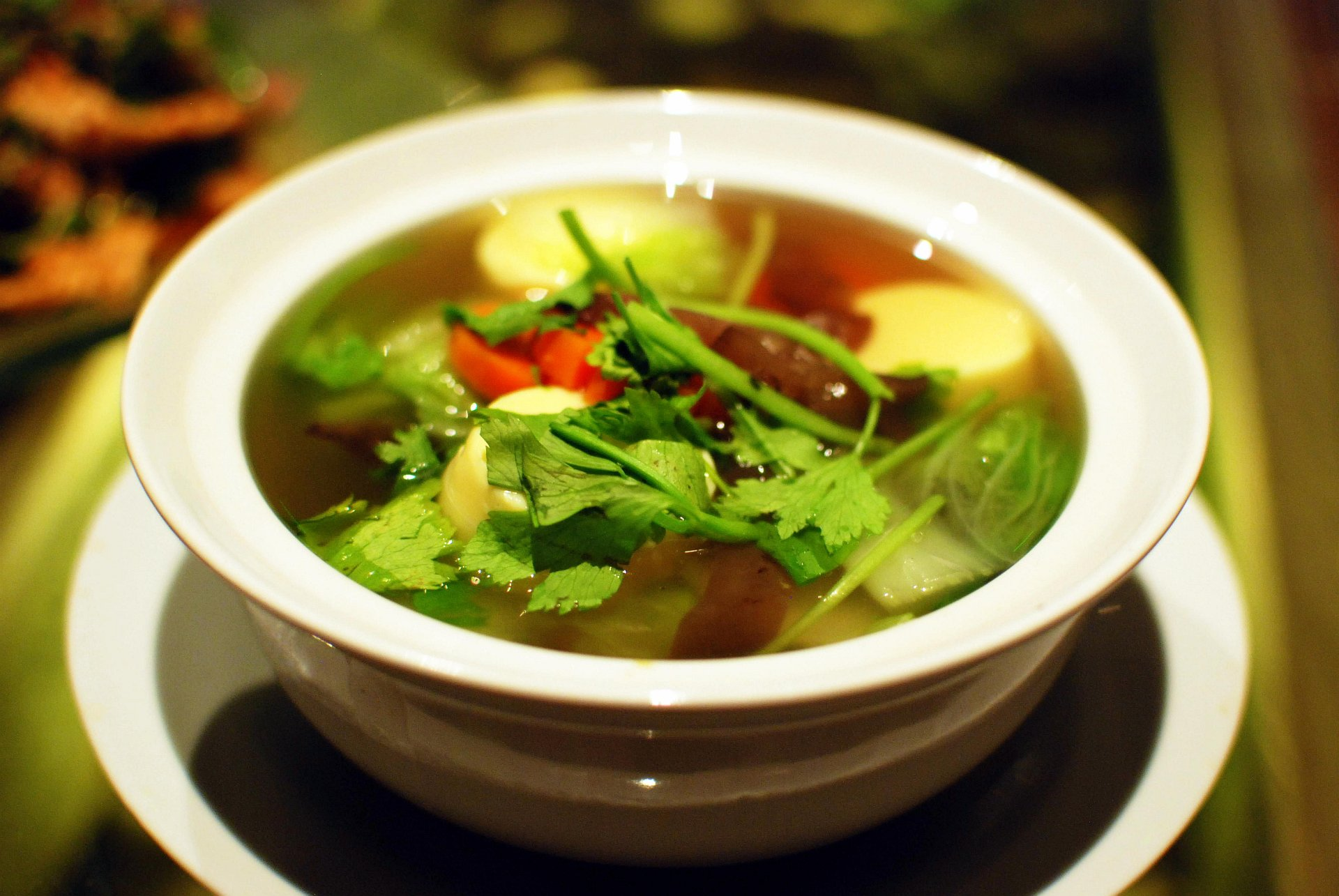
کائنگ چوئت ، نوعی کاری که کاری نیست، بلکه در واقع سوپ است.
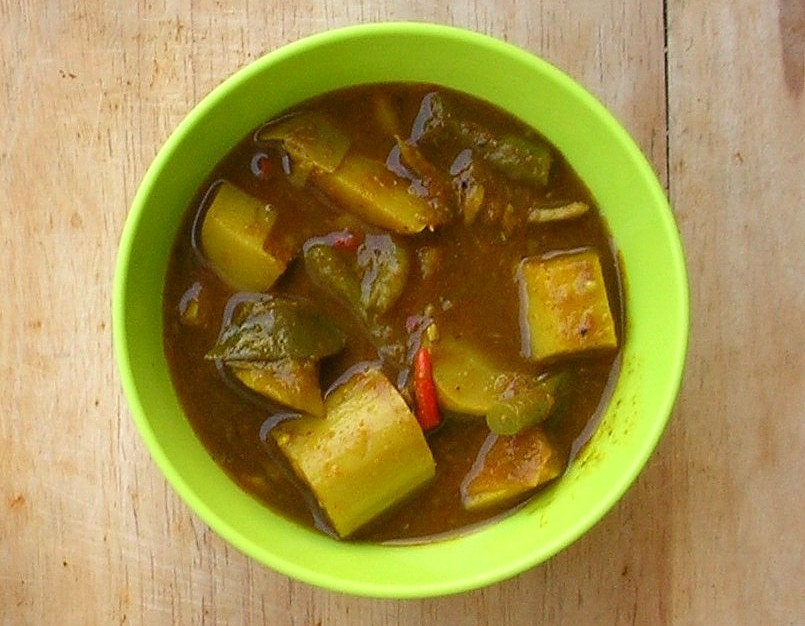
کائنگ تای پلا ، تهیه شده از امعا و احشای ماهی تخمیر شده
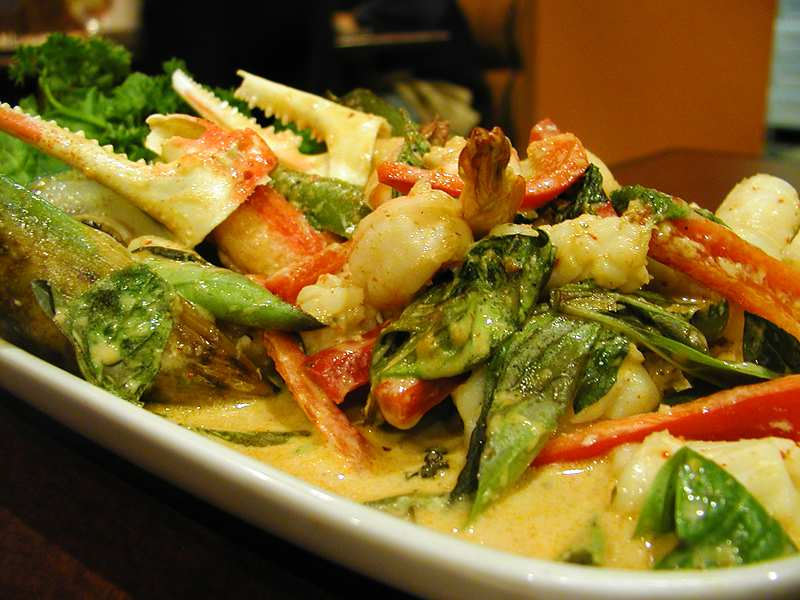
یک کاری دریایی در ایالات متحده با الهام از طعم‌های غذاهای تایلندی
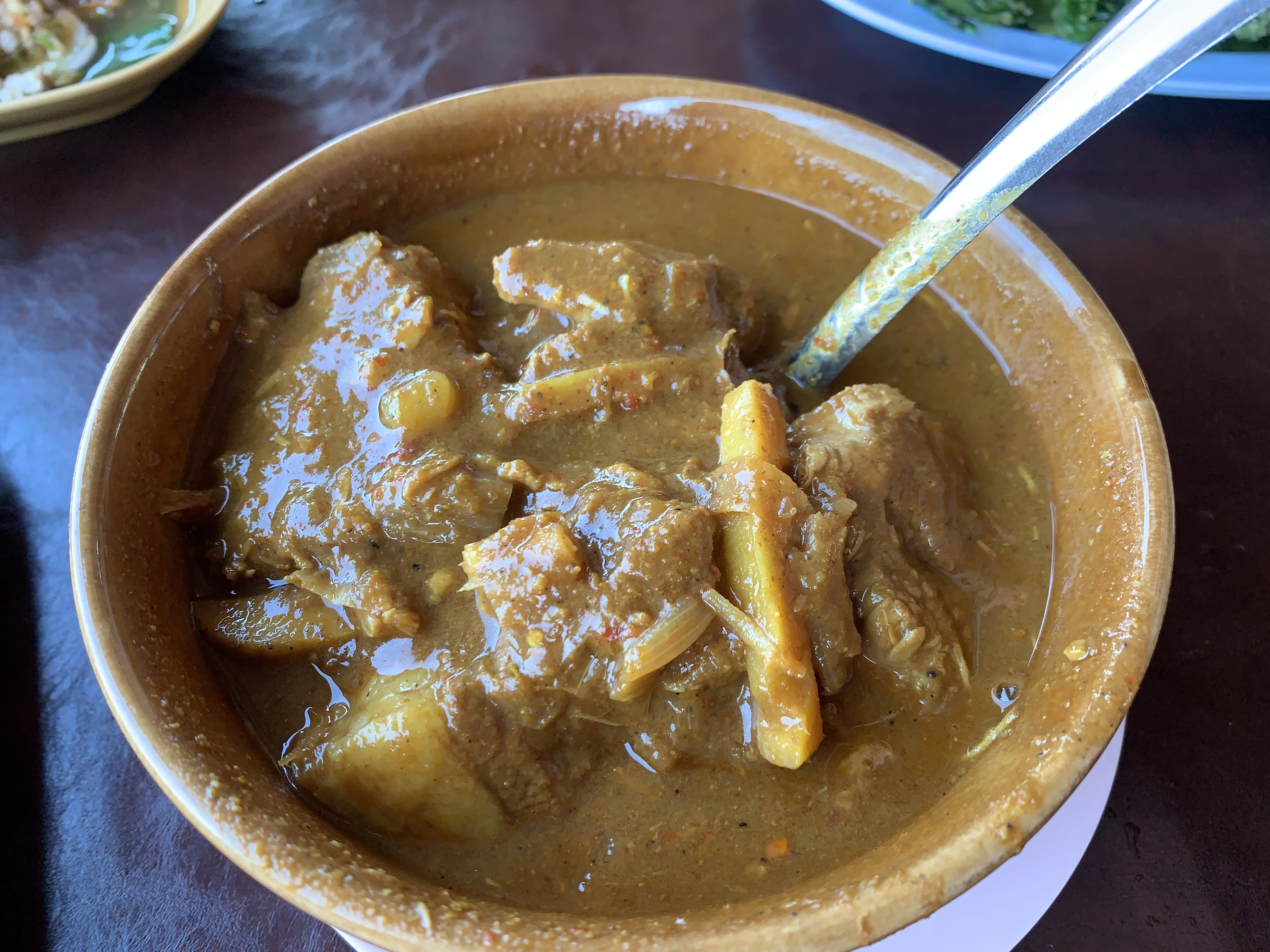
کائنگ هانگ له ، یک کاری شمال تایلندی با تأثیرات برمه